# Drimia macrocentra
Drimia macrocentra är en sparrisväxtart som först beskrevs av John Gilbert Baker, och fick sitt nu gällande namn av John Peter Jessop. Drimia macrocentra ingår i släktet Drimia och familjen sparrisväxter. Inga underarter finns listade i Catalogue of Life.